# ميدفيلد (ماساتشوستس)
ميدفيلد (بالإنجليزية: Medfield, Massachusetts)‏ هي بلدة أمريكية تقع في الولايات المتحدة في مقاطعة نورفولك، ماساتشوستس. يقدر عدد سكانها بـ 12,024 نسمة ومساحتها 37.8 كم2 وترتفع عن سطح البحر 54 متر.

## أعلام
- هانا أدامز
- روبرت ر. بيشوب
- ألبرت إتش ويغين
- لويل ماسون
- جون برستون